# Рогожник (округ Малацки)
Рогожник (словац. Rohožník) — село, громада округу Малацки, Братиславський край, південно-західна Словаччина, регіон Загоріє. Кадастрова площа громади — 27,44 км².
Населення 3534 осіб (станом на 31 грудня 2017 року).

## Історія
Рогожник згадується в 1397 році.

## Географія
Протікають Рогожницький потік і Виврат

## Населення
| Рік:            | 1994. | 2004.   | 2014.   | 2024.   |
| --------------- | ----- | ------- | ------- | ------- |
| Кількість осіб: | 3321  | 3480    | 3466    | 3523    |
| Різниця:        |       | +4,78 % | -0,40 % | +1,64 % |

| Рік:            | 2023. | 2024.   |
| --------------- | ----- | ------- |
| Кількість осіб: | 3551  | 3523    |
| Різниця:        |       | -0,78 % |